# Fonteferreidae
Fonteferreidae zijn een familie van spinnen bestaande uit 1 geslacht.

## Geslachten
Het volgende geslacht is bij de familie ingedeeld:
- Fonteferrea Wunderlich, 2023